# Tesla Gigafactory 3
Die Tesla Gigafactory 3 (auch Gigafactory Shanghai) ist eine von Tesla, Inc. betriebene Batteriezell- und Elektroauto-Fabrik in Shanghai, China.

## Geschichte

### Planungen
Das Subsubunternehmen Tesla Shanghai, das sich zu 100 % im Besitz von Tesla Motors Hong Kong befindet, wurde am 8. Mai 2018 mit einem Grundkapital von 100 Millionen Yuan gegründet. Im Juli 2018 unterzeichnete Elon Musk eine Vereinbarung mit der Shanghaier Stadtregierung über den Bau der Fabrik.
Am 20. August 2018 wurde die Enteignung des avisierten Grundstücks ausgestellt. Am 26. September 2018 wurde das 86 Hektar große Grundstück Lingang, Shanghai zur Pacht ausgeschrieben, mit der Vorbedingung, dass dieses zur Herstellung von Elektroautos verwendet wird.
Der Vertrag sah ebenfalls vor, dass die Bauarbeiten innerhalb von 6 Monaten beginnen und innerhalb von 30 Monaten abgeschlossen sein sollten, wobei die Produktion nach 36 Monaten zu beginnen habe und die vollen Mindeststeuereinnahmen nach 60 Monaten gezahlt werden.
Tesla Shanghai war der einzige Bieter mit einem Angebot von 973 Millionen Renminbi für den 50-Jahre dauernden Pachtvertrag und erhielt diesen am 17. Oktober 2018. Die Pacht wurde mit einem Darlehen chinesischer Banken in Höhe von 1,4 Milliarden US-Dollar unterstützt.

### Bau
Die Stadtregierung von Shanghai erteilte eine Baugenehmigung für den 29. Dezember 2018. Die Baufirma war China Construction Third Engineering Bureau Co., Ltd., Teil von China State Construction Engineering.
Bis Dezember 2018 war die Planierung des Geländes im Gange. Der Bürgermeister von Shanghai, Ying Yong, besuchte das Bauprojekt am 5. Dezember. Eine Tochtergesellschaft von China Minmetals bereitete sich auf Materiallieferungen vor.
Am 7. Januar 2019 fand der Spatenstich statt. Bis März wurden in einigen Bereichen des Grundstückes Gründungen vorgenommen, wobei die Besatzungen in mehreren Schichten vor Ort arbeiteten, um den Bau zu beschleunigen.
Bis Anfang August 2019 war der Gebäudebau beinahe fertiggestellt, sodass mit der Einrichtung der Produktionsanlagen mit dem Ziel begonnen wurde, die Probeproduktion von Batteriezellen und Autos im November aufzunehmen. Die Anlage wurde am 19. August abgenommen.
Das Fabrikgelände wurde mit 65 % geringeren Investitionsausgaben fertiggestellt, als dies bei den Gigafactorys in den USA bei gleicher Bebauungsfläche der Fall war.
Ende des Jahres 2019 wurde mit dem Bau zusätzlicher Produktionsanlagen für Motoren, Sitze und Antriebsstränge begonnen, deren Fertigstellung zum März 2020 erwartet wurde.

### Produktion
Am Produktionsstandort, an dem neben Batteriezellen auch das Model 3 und im weiteren Produktionsverlauf im Jahr 2021 das Model Y produziert werden sollte, war vorerst eine Fertigung von 250.000 Elektroautos pro Jahr geplant. Tesla gab an, dass langfristig geplant sei, am Standort 500.000 Elektrofahrzeuge pro Jahr zu produzieren und kalkulierte bis Ende 2019 voraussichtlich mehr als 6000 Fahrzeuge in der Gigafactory 3 herzustellen.
Die ersten in China gebauten Tesla-Fahrzeuge, mit deren Bau im November 2019 begonnen wurde, waren Ende desselben Jahres bereit zur Auslieferung. Die ersten 15 Autos aus dem Werk wurden am 30. Dezember 2019 an die neuen Besitzer, die selbst Tesla-Mitarbeiter waren, übergeben.
Die ersten Fahrzeuge wurden am 7. Januar 2020 an Kunden ausgeliefert. Im Januar 2020 reduzierte Tesla den ursprünglichen Marktpreis des Model 3 von 50.000 auf 42.919 US-Dollar. Die Produktionsrate betrug in den ersten Monaten ca. 1000 Autos pro Woche.
Im Rahmen der COVID-Maßnahmen wurde die Giga Shanghai auf Anordnung der chinesischen Regierung am 29. Januar 2020 vorübergehend geschlossen. Die Produktion, einschließlich derjenigen der Lieferanten wurde zwei Wochen später am 10. Februar 2020 wieder aufgenommen.
Die Gesamtproduktion an Fahrzeugen am Standort Shanghai von 2019 bis einschließlich 1. Halbjahr 2023 betrug:
| Jahr      | 2019 | 2020     | 2021    | 2022    | 1. Hj. 2023 | Summe      |
| --------- | ---- | -------- | ------- | ------- | ----------- | ---------- |
| Model 3/Y | 15   | ~150.000 | 473.078 | 710.865 | 476.539     | ~1.810.000 |